# Aeroportul Internațional Yangyang
Aeroportul Internațional Yangyang (IATA: YNY, ICAO: RKNY) este un aeroport din Yangyang, Gangwon-do, Coreea de Sud ce deservește zona Yangyang. Aeroportul a fost tranzitat în 2022 de 384.642 de pasageri. A fost deschis în 2002.
Situat la o altitudine de 73 m, aeroportul dispune de 1 pistă. Este operat de Korea Airports Corporation⁠(d).

## Infrastructură

### Piste
Aeroportul dispune de o singură pistă. Pista 15/33 are suprafața de asfalt și dimensiunile 2.500 m × . 